# Shining Wisdom
Shining Wisdom (シャイニング・ウィズダム Shainingu Wizudamu) es un videojuego de acción-aventura presentado para la consola Sega Saturn. Es el último que creó Motoaki Takenouchi, dejando con este largos años de trabajo.

## Jugabilidad
"Shining Wisdom" difiere de sus predecesores de la serie Shining en que fue el primero en emplear un estilo de juego tipo acción-aventura. La jugabilidad de "Shining Wisdom" ha sido frecuentemente relacionada con la de los juegos de The Legend of Zelda. "Shining Wisdom" fue originalmente el único que presentaba sistema de ataques que se obtiene con una combinación de objetos adquiridos y "orbs".

## Características visuales
"Shining Wisdom" fue creado originalmente para Sega Megadrive ("Génesis"), y adaptado a último momento para Sega Saturn. A causa de esto, los gráficos son excepcionalmente bajos en detalles, comparados con otros juegos de la Saturn.

## Historia
En la tierra de Odegan, Mars (un niño huérfano) trabaja en el Castillo de Odegan. Pazort, un hechicero oscuro elfo y sus seguidores intentan destruir el mundo invocando a un gigante llamado "Seega" (llamado "Dark Titan" en la traducción de Working Designs), y para hacerlo primero deberán usar a la Princesa Satera y obtener un "orb" oculto por el Rey Odegan.

## Continuidad en la serie Shining
"Shining Wisdom" toma lugar en el continente de Parmencia, justo unos pocos años después de Shining Force II, y es una secuencia del juego. Sarah y Kazin, quienes eran jugables en "Shining Force II", se encuentran en el continente buscando a Zeon. Pazort, el villano principal del juego, es un seguidor de Zeon, y Sarah y Kazin se unen a la batalla contra él.
Durante el juego se encuentran varias referencias al héroe de "Shining Force II", Bowie, pero no hace su aparición en el juego. Un libro hace referencia a la ciudad de Shining in the Darkness, "Stormsong" ("Thornwood" en la versión en inglés).
Varios nombres cambiaron y se hicieron omisiones en la traducción de "Working Designs", lo que genera que las conexiones en la serie Shining de la versión de EE. UU. no se distingan, cosa que sí sucede con la versión Europea y la Japonesa. Véase "Errores de traducción" abajo.

## Errores de traducción
La versión norteamericana del juego (Working Designs) es muy criticada por los jugadores, por las numerosas "libertades creativas" que tomaron lugar en la historia. Kazin, Sarah, Bowie y Zeon son llamados respectivamente como "Parn", "Salah", "Puck" y "Zhaion", mientras la tierra de Parmencia se renombra como "Palacia".
Working Designs también hizo considerables cambios a las personalidades de los personajes y cómo se relacionan unos con otros. Por ejemplo, la versión original explicaba que Sara no vuelve a tener sentimientos amorosos hacia su compañero Kazin, pero "Working Designs" no solo borró esa parte de la historia, sino que agregó numerosos comentarios de Sarah y otros personajes no jugables indicando que ella y Kazin tenían una relación amorosa.
La versión Europea de "Shining Wisdom" fue traducida por "Sega Europe", y contiene algunos errores gramáticos, pero no elimina las bromas y características que sí se borraron en la versión norteamericana. Mantiene intacta la historia del juego y las conexiones entre "Shining Wisdom" y otros juegos de la serie Shining.